# Погонич індійський
Погонич індійський (Zapornia fusca) — вид журавлеподібних птахів родини пастушкових (Rallidae).

## Поширення
Птах гніздиться в болотах і водно-болотних угіддях Азії від Індійського субконтиненту на схід до Китаю, Японії та Індонезії.

## Підвиди
- Z. f. fusca (Linnaeus, 1766) — від Пакистану та північної Індії до Малайзії, Індонезії та Філіппін;
- Z. f. zeylonica (E. C. S. Baker, 1927) — західна та південно-західна Індія та Шрі-Ланка;
- Z. f. phaeopyga Stejneger, 1887 — о-ви Рюкю;
- Z. f. erythrothorax (Temminck e Schlegel, 1849) — південно-східний Сибір, північно-східний Китай, Корея, Японія і Тайвань.

## Опис
Дрібний пастушок, завдовжки 22-23 см. Його тіло, сплющене з боків, дозволяє йому легко пересуватися серед очерету або в підліску. Має довгі пальці і короткий хвіст. Спина світло-коричнева, а голова і низ коричневі, з білими смугами на боках і під хвостом. Дзьоб жовтуватий, райдужка, гомілки і ступні червоні.